# Masserano
Masserano – miejscowość i gmina we Włoszech, w regionie Piemont, w prowincji Biella.
Według danych na styczeń 2009 gminę zamieszkiwały 2273 osoby przy gęstości zaludnienia 83,6 os./1 km².